# Isola di Sant'Onorato
L'isola di Sant'Onorato (francese: île Saint-Honorat; latino: Lerina) è un'isola appartenente alle isole di Lerino, situata nel golfo della Napoule di fronte Cannes in Francia.

## Descrizione
L'isola misura 1.500 m di lunghezza e 400 m di larghezza. La costa è bassa e meno accogliente rispetto a quella dell'isola di Santa Margherita, dalla quale la separa uno stretto canale marino detto  Plateau du Milieu.
La vegetazione è costituita da pini marittimi e da pini domestici.

## Storia
Verso la fine del IV secolo vi si rifugia sant'Onorato d'Arles, alla ricerca della solitudine. Ma i discepoli accorrono da lui. Il santo allora decide di fondare un monastero. I pellegrini vi giungono per ricevere le stesse indulgenze che in Terra santa. Per penitenza fanno il giro dell'isola a piedi nudi. Nel 660 Sant'Aigulfo stabilisce la regola benedettina.
La messa in commenda, le incursioni di Saraceni, Genovesi, Spagnoli, le guarnigioni militari non favoriscono la vita monastica. Nel 1047 i monaci più giovani vengono catturati e condotti in Spagna, dove vengono poi riscattati da San Yzarn.
Dopo i numerosi attacchi, nel XIV secolo viene installato un sistema di segnalazioni tra la torre fortificato del monastero e la torre di Suquet a Cannes.
Nel 1400 l'isola viene saccheggiata e in seguito l'abbazia ospita dei soldati nei luoghi fortificati del monastero.
Tra il 1635 e il 1637 l'isola viene invasa dagli Spagnoli: vengono costruite fortificazioni, disposte batterie di cannoni sulle cappelle e installate guarnigioni. Il lento declino dell'abbazia porta alla sua chiusura nel 1788, quando vi restano solamente quattro monaci. Con la Rivoluzione francese viene confiscato e venduto.
Nel 1859 il monastero viene restituito al culto. Dal 1869 appartiene alla congregazione dell'abbazia di Sénanque.
Nel 1886 l'isola rimane soggetta alla vescovo di Fréjus, quando le altre parrocchie dell'arrondissement di Grasse vengono trasferite alla diocesi di Nizza.

## La fortezza

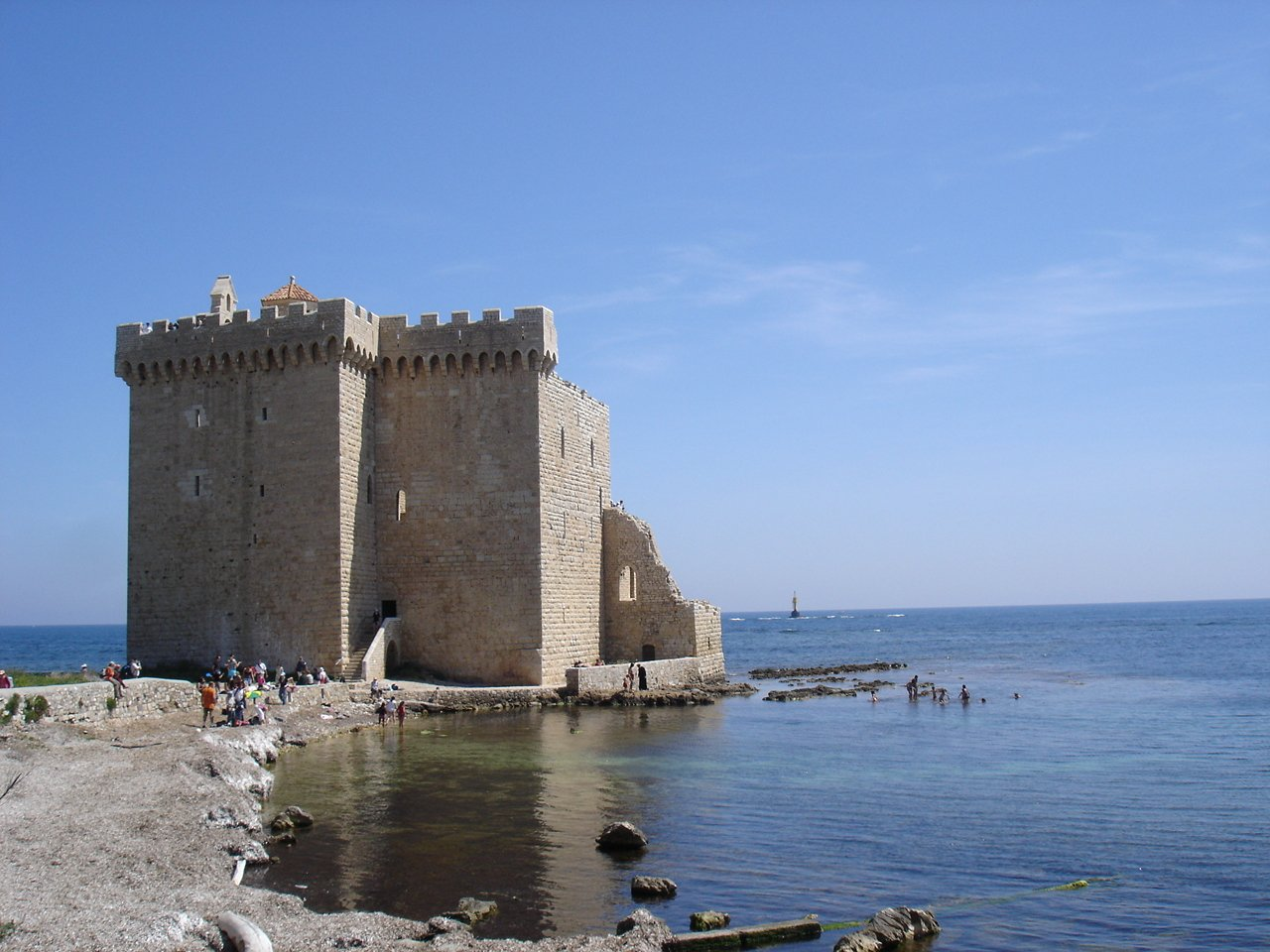
La fortezza dell'isola di Sant'Onorato.

La fortezza fu costruita nel 1073 su un promontorio a sud da Adel'Dert, abate di Lerino, per proteggere i monaci dai pirati saraceni. 
La porta d'ingresso è a quattro metri dal suolo: vi si accedeva tramite una scala, ora sostituita da scalini in pietra. Di fronte all'entrata una scalinata conduce alla cantina con volta a botte. Al primo piano si trova il "chiostro del lavoro", con arcate ad ogiva e volte del XIV secolo e del XVII secolo (una delle colonne è una pietra miliare romana). Al secondo piano c'è il "chiostro della preghiera", con colonnette in marmo bianco (offerta da Genova come risarcimento per l'attacco e la cattura dei monaci). Da lì si accede alla cappella di Santa Croce, alta sala a volta ogivale chiamata "Santo dei Santi" per le numerose reliquie che conserva. La cappella ha una porta d'ingresso molto bassa, simbolo di umiltà, e una porta di uscita più grande, simbolo di redenzione e di grazia.
La piattaforma, guarnita di merlature e caditoie, è del XV secolo e si trova alla sommità del vecchio mastio, rinnovato nel XIX secolo da Eugène Viollet-le-Duc che ha restaurato una guglia

## La cappella della Trinità

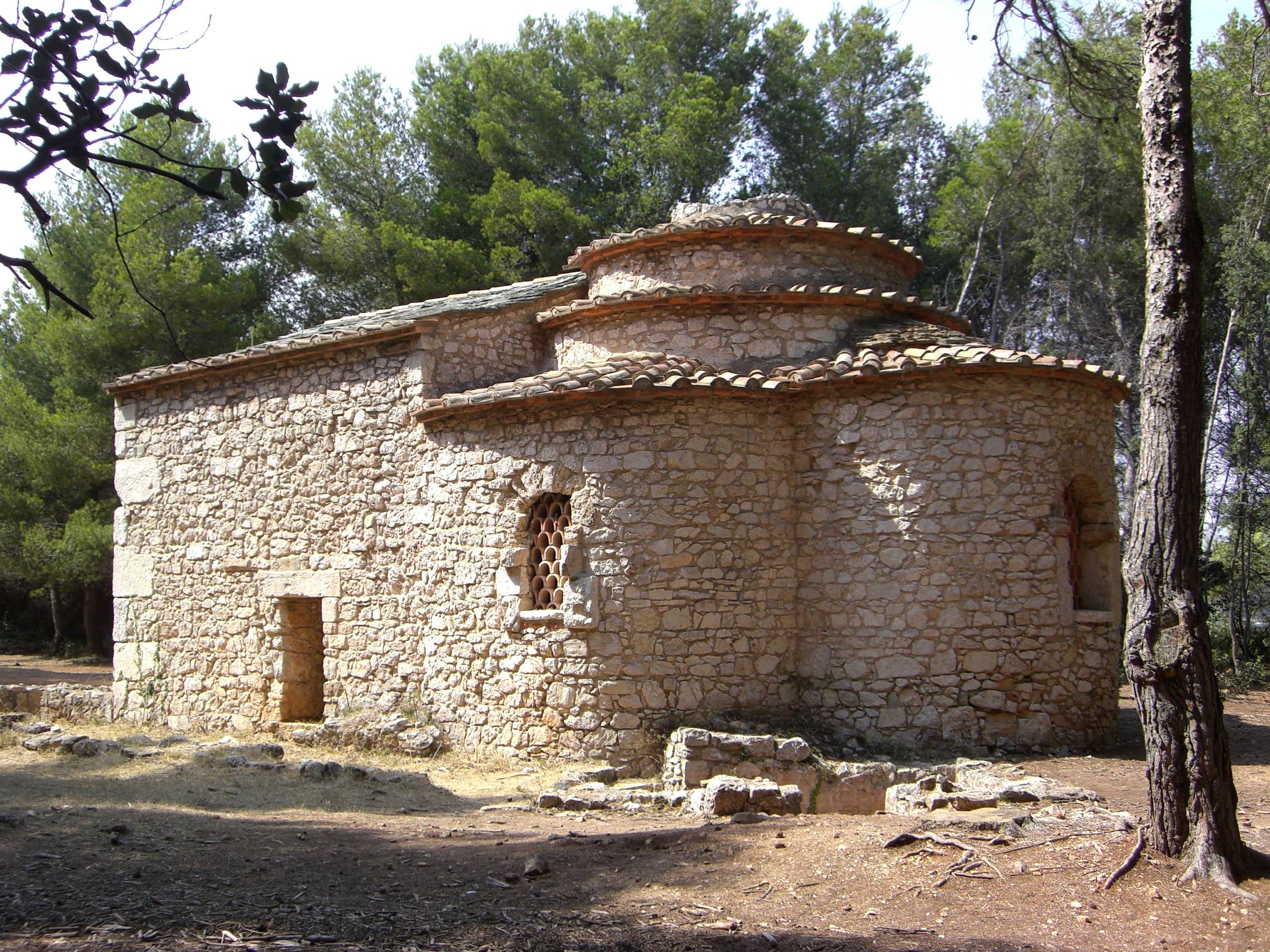
Cappella della Trinità

Posta sull'estremità dell'isola, la cappella della Trinità è uno dei sette oratori dell'isola. L'abside è fiancheggiato da due absidiole e sulla facciata occidentale si trovano due croci di mattoni (una terza croce è scomparsa durante un restauro). La cappella è costruita con numerosi blocchi di origine antica. 
La navata è coperta da una volta a botte e il coro da una cupola, una delle prime ad essere costruita nell'Europa medievale. Sulla sua sommità si trova un oculo. La copertura in tegole all'antica (tegulae et imbrices) è un restauro del 1930. La datazione è incerta: si suppone che sia anteriore al XII secolo. Gli edifici adiacenti alla cappella probabilmente erano utilizzati durante i riti funebri. Il bacino tipo cisterna all'estremità sud-est e la posizione strategica della cappella ebbero una funzione militare durante l'occupazione spagnola nel XVII secolo. Il segno di una palla di cannone al livello dell'architrave, nella finestra della prima campata del fianco nord, testimonia il ruolo militare della cappella.

## Forni per proiettili
Due forni per proiettili (fours à boulets) sono stati costruiti nel 1794 per ordine di Napoleone Bonaparte alle estremità est e ovest dell'isola. Due forni simili si trovano alle estremità dell'isola di Santa Margherita. In dieci minuti i forni riscaldavano le palle di cannone ad oltre 1000 °C che, a contatto con il legno del fasciame, provocavano un incendio sulle navi nemiche.

## Un vigneto rinomato
Come molte comunità monastiche, alla fine del XIX secolo i monaci hanno creato una distilleria. Chiusa nel 1903 per il pericolo di esplosioni, fu riattivata dopo la seconda guerra mondiale. Tuttora esistente, è dotata di un alambicco del 1948 utilizzata da frate Giancardo, maestro liquorista, per produrre liquori rinomati.
I vigneti si estendono per 8 ettari e producono 12.000 bottiglie di liquore e 35.000 bottiglie di vino l'anno, acquistate dai più prestigiosi ristoranti francesi, dall'Hôtel Matignon, dal Palazzo dell'Eliseo, dall'Assemblea nazionale francese, ma esportate anche in Europa e negli Stati Uniti.
Il  Club des amis du vignoble de Saint-Honorat conta 1.680 membri.
Nel 2007 la vendita di vini, liquori e altri prodotti commercializzati dal monastero è stata pari a 960.000 euro

## Galleria d'immagini

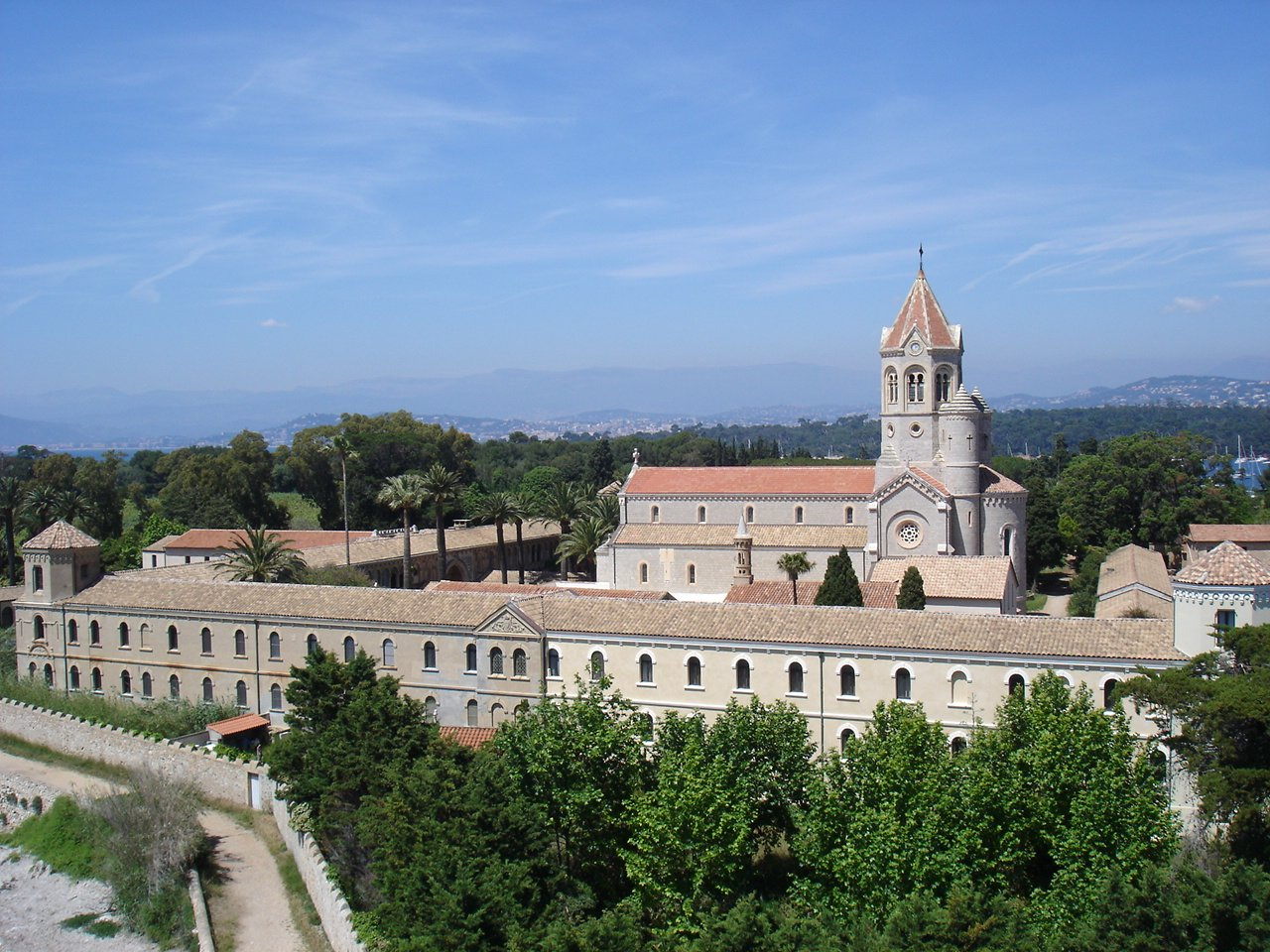
La chiesa e il monastero l'abbazia di Lerino.
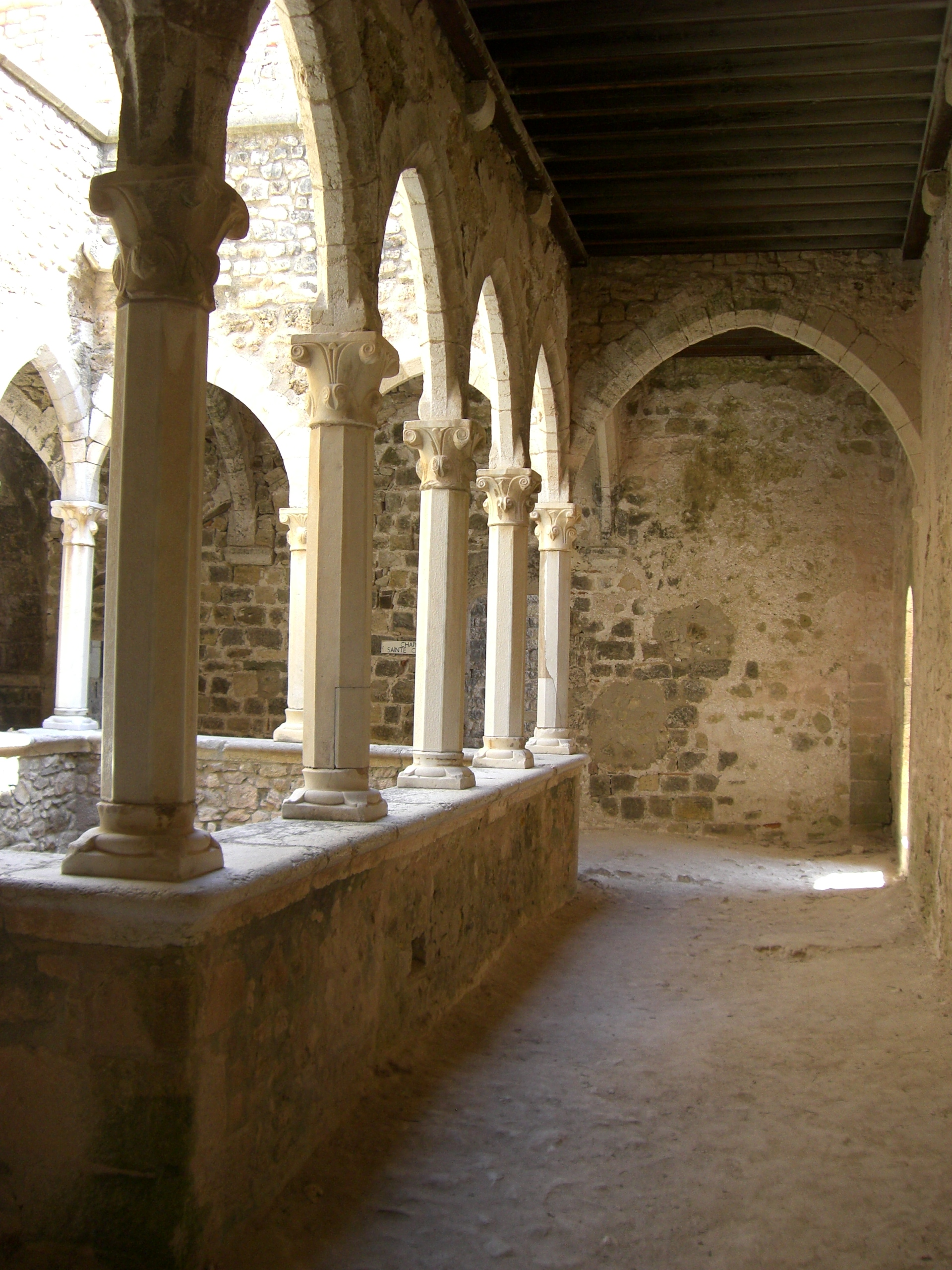
Colonnato genovese del monastero fortificato.
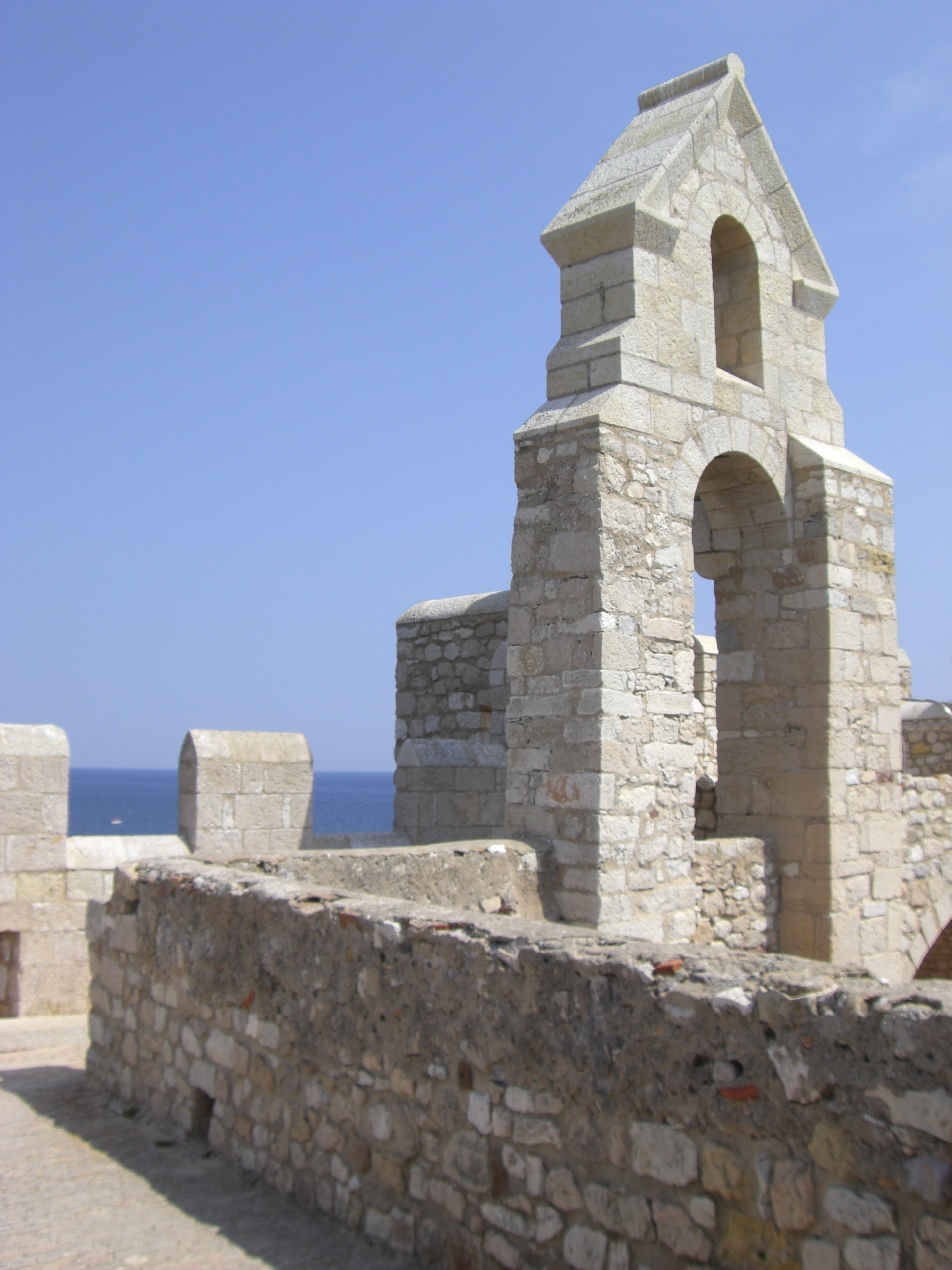
Restauro di Viollet-le-Duc.